# Ken Starr
Kenneth Winston Starr (Vernon, 21 de julho de 1946 – 13 de setembro de 2022) foi um advogado norte-americano e juiz federal. Tornou-se conhecido quando foi nomeado pelo ex-Presidente dos EUA, Bill Clinton para ocupar o Escritório de Conselheiros Independentes, e veio a tornar-se o seu "arqui-inimigo" na investigação do caso entre o Presidente e a ex-estagiária Monica Lewinsky, levando ao Congresso o chamado Informe Starr, que abriu caminho para o processo de tentava de destituição do Presidente norte-americano (impeachment.)
Na época do escândalo o promotor foi acusado de puritano obsessivo, de vouyerismo jurídico e, ainda, de desviar o foco das investigações (o caso de supostas fraudes imobiliárias conhecido por Escândalo Whitewater), deixando-se levar por suas convicções conservadoras.

## Morte
Starr morreu em 13 de setembro de 2022 em um hospital no Texas, aos 76 anos de idade, por complicações de uma cirurgia.